# Montes de Toledo (Comarca)
Die Comarca Montes de Toledo ist eine der zehn Comarcas in der Provinz Toledo der autonomen Gemeinschaft Kastilien-La Mancha.
Sie umfasst 31 Gemeinden auf einer Fläche von 3.052,30 km² mit dem Hauptort Sonseca.

## Gemeinden
| Gemeinde                     | Einwohner (2024) | Fläche km² | Dichte Einw./km² | Cod INE | Postleitzahl |
| ---------------------------- | ---------------- | ---------- | ---------------- | ------- | ------------ |
| Ajofrín                      | 2.350            | 35,10      | 67               | 45001   | 45110        |
| Almonacid de Toledo          | 931              | 95,78      | 10               | 45012   | 45420        |
| Argés                        | 7.014            | 23,74      | 295              | 45016   | 45122        |
| Burguillos de Toledo         | 3.743            | 28,49      | 131              | 45023   | 45112        |
| Casasbuenas                  | 193              | 30,46      | 6                | 45042   | 45124        |
| Chueca                       | 249              | 11,12      | 22               | 45057   | 45113        |
| Cobisa                       | 4.500            | 14,48      | 311              | 45052   | 45111        |
| Cuerva                       | 1.260            | 37,51      | 34               | 45055   | 45126        |
| Gálvez                       | 3.006            | 55,00      | 55               | 45067   | 45164        |
| Guadamur                     | 1.782            | 38,23      | 47               | 45070   | 45160        |
| Hontanar                     | 151              | 151,77     | 1                | 45075   | 45159        |
| Layos                        | 906              | 18,39      | 49               | 45083   | 45123        |
| Manzaneque                   | 398              | 12,22      | 33               | 45090   | 45460        |
| Marjaliza                    | 264              | 65,80      | 4                | 45092   | 45479        |
| Mascaraque                   | 424              | 65,61      | 6                | 45094   | 45430        |
| Mazarambroz                  | 1.270            | 216,02     | 6                | 45096   | 45114        |
| Menasalbas                   | 2.485            | 179,44     | 14               | 45098   | 45128        |
| Nambroca                     | 5.250            | 82,02      | 64               | 45107   | 45190, 45191 |
| Navahermosa                  | 3.592            | 129,79     | 28               | 45109   | 45150        |
| Noez                         | 990              | 34,22      | 29               | 45116   | 45162        |
| Orgaz                        | 2.595            | 154,48     | 17               | 45124   | 45450        |
| Polán                        | 3.932            | 158,70     | 25               | 45133   | 45161        |
| Pulgar                       | 1.600            | 38,60      | 41               | 45140   | 45125        |
| San Martín de Montalbán      | 759              | 133,03     | 6                | 45151   | 45165        |
| San Pablo de los Montes      | 1.644            | 100,05     | 16               | 45153   | 45120        |
| Sonseca                      | 11.328           | 59,56      | 190              | 45163   | 45100        |
| Totanés                      | 371              | 26,04      | 14               | 45174   | 45163        |
| Urda                         | 2.494            | 217,82     | 11               | 45177   | 45480        |
| Las Ventas con Peña Aguilera | 1.118            | 140,09     | 8                | 45182   | 45127        |
| Villaminaya                  | 497              | 21,28      | 23               | 45190   | 45440        |
| Los Yébenes                  | 5.753            | 677,46     | 8                | 45200   | 45470        |
| Comarca Montes de Toledo     | 72.849           | 3.052,30   | 24               | –       | –            |